# Oliwer Magnusson
Oliwer Magnusson (Oviken, 3 de junio de 2000) es un deportista sueco que compite en esquí acrobático. Ganó una medalla de oro en el Campeonato Mundial de Esquí Acrobático de 2021, en la prueba de big air.

## Medallero internacional
| Campeonato Mundial | Campeonato Mundial     | Campeonato Mundial | Campeonato Mundial |
| Año                | Lugar                  | Medalla            | Competición        |
| ------------------ | ---------------------- | ------------------ | ------------------ |
| 2021               | Aspen (Estados Unidos) | Medalla de oro     | Big air            |